# Nagroda Instytutu Matematycznego PAN
Nagroda Instytutu Matematycznego PAN za wybitne osiągnięcia naukowe w zakresie matematyki – polska nagroda przyznawana od 2009 roku przez Instytut Matematyczny Polskiej Akademii Nauk za osiągnięcia w dziedzinie matematyki. 
Przyznawana jest corocznie osobie, która spełnia dwa warunki:
- nie ukończyła 45 lat do końca roku poprzedzającego przyznanie nagrody;
- posiada polskie obywatelstwo lub prawo stałego pobytu w Polsce.

W 2024 roku nagroda finansowa wynosi 15 000 zł (brutto).

## Laureaci[1]
- 2009: Jarosław Włodarczyk
- 2010: Sławomir Solecki
- 2011: Krzysztof Bogdan
- 2012: Yuriy Tomilov
- 2013: Grzegorz Karch
- 2014: Rafał Latała
- 2015: Adrian Langer
- 2016: Krzysztof Oleszkiewicz
- 2017: Piotr Śniady
- 2018: Agata Smoktunowicz
- 2019: Dariusz Buraczewski
- 2020: Damian Osajda
- 2021: Krzysztof Krupiński
- 2022: Tomasz Grzywny
- 2023: Mariusz Mirek
- 2024: Adam Kanigowski